# Евменије Гортински
Свети Евменије епископ Гортински, рођен је на Криту, Грчка. Од младости сведушно је пошао за Христом, ослободивши се од два тешка бремена: од бремена богатства и од бремена тела. Првог бремена ослободио се раздавши све своје имање сиромашним и убогим, а другога великим постом. И тако прво себе исцели, па онда поче другима давати исцељење. Због својих врлина изабран је за епископа у Гортину. Као епископ управљао је, највећим делом свога живота, црквом у Гортину.
Део живота провео је у Риму, где је задивио многе својим знамењима и чудесима: изгнање из људи нечистих духова, излечење болесних,  измирење непријатељски завађене и разљућене браће. Након Рима живео је и у Тиваиди. Тамо је он и скончао у миру. Његово свето тело је пренесено у Гортин, место његовог епископског престола, и тамо је погребено.
Живео је и деловао у 7. веку.